# Falie temporală (Star Trek: Voyager)
„Falie temporală” (titlu original: „Shattered”) este al 10-lea episod din al șaptelea sezon (și ultimul) al serialului TV american științifico-fantastic Star Trek: Voyager și al 157-lea episod în total. A avut premiera la 17 ianuarie 2001 pe canalul UPN.

## Prezentare
Din întâmplare, Voyager este fragmentată în mai multe perioade temporale, iar Chakotay este singurul care se poate deplasa dintr-o perioadă în alta, întâlnind astfel vechi prieteni și dușmani din cele șase sezoane anterioare.

## Actori ocazionali
- Manu Intiraymi - Icheb
- Martha Hackett - Seska
- Scarlett Pomers - Naomi Wildman
- Mark Bennington - Adult Icheb
- Vanessa Branch - Adult Naomi Wildman
- Martin Rayner - Dr. Chaotica
- Terrell Clayton - Security Officer Andrews
- Anthony Holliday - Rulat
- Nicholas Worth - Lonzak